# ベレンガーリオ2世
ベレンガーリオ2世（イタリア語: Berengario II, 900年頃 - 966年7月6日）は、イタリア王（在位：950年 - 961年）、イヴレーア辺境伯（在位：928年 - 950年）。ベレンガーリオ2世・ディヴレーア (Berengario II d'Ivrea) と呼ばれる。イヴレーア辺境伯アダルベルト1世とイタリア王ベレンガーリオ1世の娘ジゼラとの息子。

## 生涯
950年のロターリオ2世の死去により、息子のアダルベルト2世とともにイタリア王として戴冠した。前王を毒殺した容疑により彼らの政治的地位は弱体化しており、そのためベレンガーリオはロターリオの未亡人ブルグントのアーデルハイトにアダルベルトとの結婚を強制し、正当性を強化することにした。ゲルマニアでは簒奪に対する非難が起こり、これが東フランク王オットーの介入の原因となった。この介入によりベレンガーリオ親子は逃亡し、オットーは「フランクとイタリキの王」の称号を受けた（951年）。そのことは彼がイタリア王位の正式な授与を要求する前兆となった。その後、2人の辺境伯は952年に王位継承をオットーに確認するなどの合意をとりつけた。
彼らの態度と政治的行動は、封建領主達や聖職者達から不満を引き起こし、何度も東フランク王の介入を求めたが、それが実現したのはオットーの息子リウドルフによる956年から957年の1度きりであった。そしてアンスカリ家の王位とイタリアでの権力の確認を合意することにより終結した。続いてベレンガーリオは教皇領に対し攻撃的な政治を行い、ヨハネス12世はオットーにイタリアへの3度目の進攻（961年）を要求した。
ベレンガーリオの軍は戦闘を拒み、父子にサン・レーオの要塞に籠城することを強いた。オットーは彼を正式に廃位し、ヨハネス12世によりローマ皇帝の冠を授けられた。
963年にサン・レーオが落城し、ベレンガーリオは捕まり、バンベルクへ妻ウィラ（ボゾン家トスカーナ辺境伯ボソの娘）と共に追放された。

## 子女
トスカーナ辺境伯ボソの娘ウィラとの間に以下の子女がいる。
- アダルベルト2世（931年 - 975年） - イタリア王
- グイード（? - 965年） - イヴレーア辺境伯
- コッラード（? - 1001年） - イヴレーア辺境伯
- ゲルベルガ - モンフェッラート侯アレラーモと結婚
- ロザーラ（シュザンヌ）（936/45年 - 1003年） - 1.フランドル伯アルヌール2世と結婚、2.フランス王ロベール2世と結婚（992年離婚）